# 天野健志
天野 健志（あまの たけし、1986年（昭和61年）12月13日 - ）は、日本の起業家、投資家。Will合同会社の代表。

## 来歴
1986年、佐賀県に生まれる。
2005年、佐賀県立鳥栖工業高等学校を卒業。卒業と同時に佐賀県の企業に就職。その後、光通信の営業職として働く。しかし、思うようにお金を稼ぐことは出来ず金銭的に苦しい日々を過ごす。この現状があるのは全て自身の行動や習慣が原因だと自覚し自分自身を変えるためそれまでの習慣を全て見直す。自分の理想を明確化、早寝早起きの徹底、毎日の読書をするなど生活を一変させた。企業に属していても自分の理想の人生を叶えることはできないことに気付き会社を辞める。
2014年、証券会社に派遣社員として入社。2016年、証券会社を退社し、独立。2020年、Will合同会社を設立し、代表に就任。

## 著書
- 『天野健志のコピーライティング講座 1』Kindle出版、2021年5月